# Horace Mann, 1. Baronet

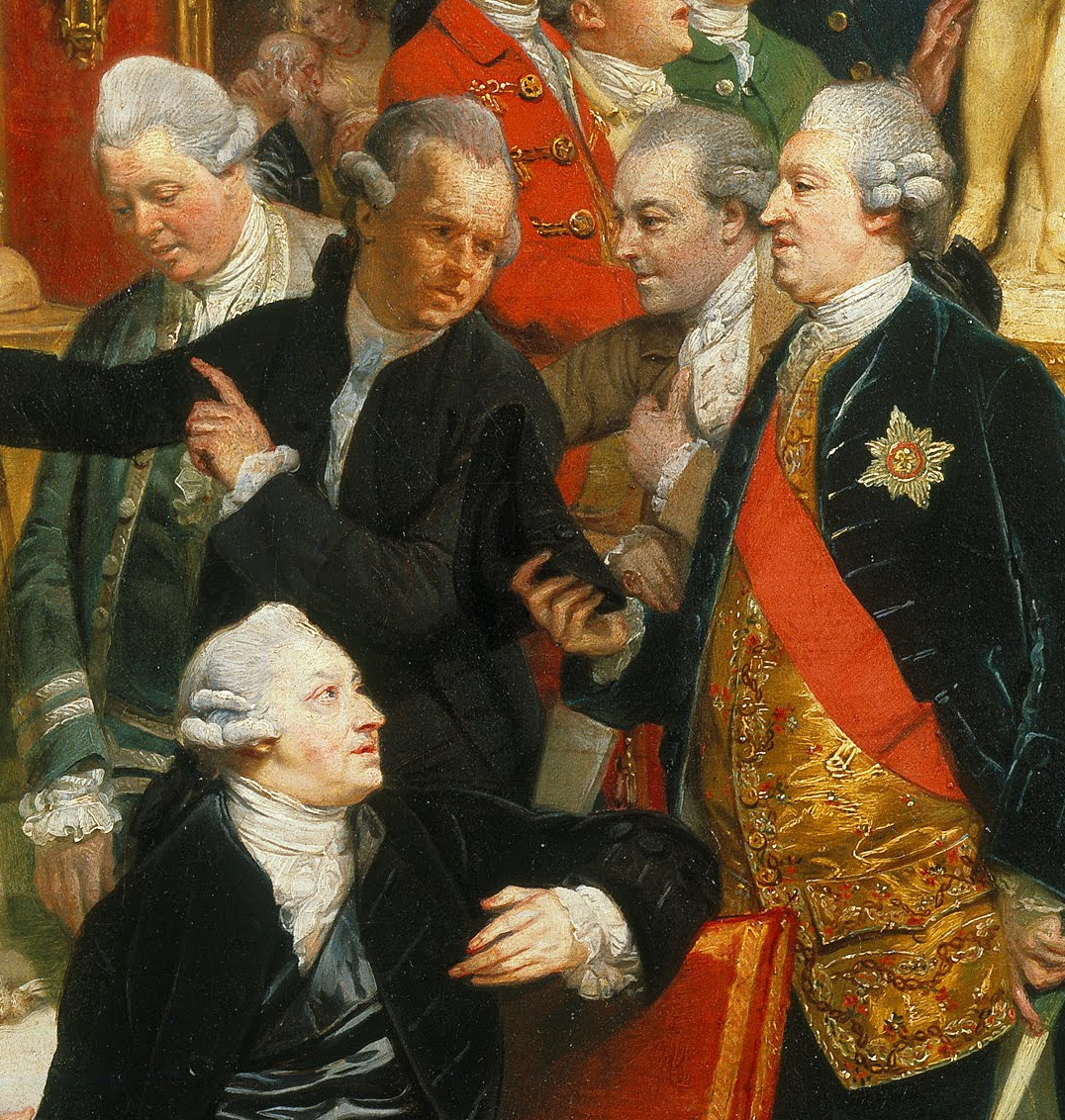
Johann Zoffany Die Tribuna der Uffizien, Detail, von links Mr. Gordon, Thomas Patch, Sir John Taylor, Horace Mann, sitzend im Vordergrund Felton Hervey, gemalt 1772 bis 1777, Royal Collection

Sir Horace Mann, 1. Baronet, KB (getauft am 25. August 1706; † 6. November 1786 in Florenz) war ein englischer Diplomat. Er war der langjährige Botschafter Großbritanniens in Florenz.

## Leben
Horace Mann war der Sohn des erfolgreichen Londoner Kaufmanns Robert Mann (1677–1752), besuchte das Eton College und studierte kurz (da es mit seiner Gesundheit nicht zum Besten stand) am Clare College der Universität Cambridge und unternahm dann in den 1730er Jahren eine Grand Tour durch Europa. 1737 wurde er zunächst Sekretär des britischen Gesandten beim toskanischen Großherzog, Charles Fane. Später wurde er Missionschef in Florenz, zuerst 1738 als Chargé d’affaires, 1740 bis 1764 als Gesandter und ab 1767 außerordentlicher Gesandter und bevollmächtigter Minister.
In Florenz unterhielt er in seiner Villa in der Fondaccio Santo Spirito ein offenes Haus für Besucher aus seiner Heimat (insbesondere für englische Reisende, die ihre Grand Tour absolvierten) und dem europäischen Ausland und ist heute vor allem wegen seiner ausgedehnten Korrespondenz mit Horace Walpole bekannt, den er 1739 kennenlernte. Er war auch ein Förderer der Musik von Georg Friedrich Händel, dessen Oratorien er in Florenz ab 1768 aufführen ließ, im Zusammenwirken mit George Clavering-Cowper, 3. Earl Cowper (1738–1789), der ebenfalls in Florenz lebte. Er war auch Kunstsammler mit Verbindungen zu vielen bildenden Künstlern wie Raphael Mengs in Rom oder dem englischen Maler Thomas Patch (1725–1782), der in Florenz lebte und mit dem er eng befreundet war.
Da Großbritannien keinen offiziellen Botschafter beim Papst in Rom hatte, gehörten auch Berichte aus Rom und speziell über die Aktivitäten der Jakobiten (Old Pretendenter James Francis Edward Stuart und Young Pretender Charles Edward Stuart) zu seinen Aufgaben.
1755 wurde er ihm der erbliche Adelstitel Baronet, of Linton Hall in the County of Kent, verliehen. 1768 wurde er als Knight Companion in den Bathorden aufgenommen.
Er heiratete nie. Nach dem Tod seines älteren Bruders Edward 1775 erbte er den Familiensitz in Linton in Kent. Er übergab den Familiensitz in Linton aber schon 1775 gegen eine jährliche Zahlung an seinen Neffen und Erben seines Baronettitels den britischen Unterhausabgeordneten Horatio (Horace) Mann, den Sohn seines Bruders Galfridus, der 1756 starb. Dieser war beim Tod seines Onkels in Florenz, den er fast jedes Jahr dort besuchte, und danach wenige Monate britischer Chargé d’affaires. Mit ihm erlosch die Baronetswürde 1814, da er nur drei Töchter und keinen Sohn hatte.
Er sollte nicht mit dem US-amerikanischen Pädagogen Horace Mann verwechselt werden.